# ジーエフシー
ジーエフシー株式会社は、岐阜県羽島郡笠松町に本社を置く業務用食料品卸売企業。

## 沿革
- 1972年8月 - 岐阜珍味株式会社を岐阜市に設立。
- 1991年5月 - 現商号に変更[2]。
- 1993年3月 - 現在地に本社移転。
- 1997年8月 - 日本証券業協会に株式店頭登録（後のJASDAQ）。
- 2025年
  - 3月 - マネジメント・バイアウトの一環として行われた株式会社Quartzによる株式公開買付けが成立[3]。
  - 5月 - 東京証券取引所スタンダード市場上場廃止。株式併合により株主が株式会社Quartzと有限会社ニシムラのみとなる[1][2]。